# کپلر ۱۶۲۵ بی
کپلر ۱۶۲۵ بی (به انگلیسی: Kepler-1625) یک غول گازی و یک سیاره فراخورشیدی است که در پیرامون کپلر ۱۶۲۵؛ ستاره‌ای در صورت فلکی ماکیان (سیگنوس)، در گردش است. کپلر ۱۶۲۵ بی بین ۵٫۹ و ۱۱٫۶۷ برابر بزرگتر از سیارهٔ مشتری است و هر سال آن ۲۸۷٫۴ روز است. مقدار این رقم‌ها کپلر ۱۶۲۵ بی را در داخل یا نزدیکی منطقهٔ کمربند حیات این سامانه ستاره‌ای قرار می‌دهد.
در سال ۲۰۱۷، نشانه‌هایی از وجود یک ماه فراخورشیدی تقریباً به بزرگی نپتون در فاصلهٔ ۲۰ برابر شعاع سیاره‌ای از سیارهٔ مادر، علام شد.

## ویژگی‌ها

### جرم و شعاع
کپلر ۱۶۲۵ بی که به اندازهٔ غول‌های گازی بزرگ منظومه شمسی است، سیاره‌ای است با شعاعی چندین برابر شعاع زمین که بیشتر از هیدروژن و هلیوم تشکیل شده‌است. با داشتن حدود ۱۲ برابر شعاع زمین، کمی از سیاره مشتری بزرگتر است. با این حال؛ بر پایهٔ بررسی‌ها در رابطه با ماه احتمالی خود، جرم این سیاره می‌تواند تا ۱۰ برابر سنگین‌تر از جرم مشتری؛(حدود ۳٬۱۸۰ برابر جرم زمین) باشد. چنین جرمی آن سیاره ی فراخورشیدی را درست در زیر محدوده ی همجوشی دوتریوم که یک واکنش همجوشی هسته‌ای است قرار می‌دهد.